# Tabylgy (Batken)
Tabylgy (kirgisisch Табылгы) ist ein Dorf in Kirgisistan mit – Stand 2021 – 246 Einwohnern.

## Geographie
Das Dorf liegt im Rajon Batken des Oblus Batken. Es ist der Landgemeinde Daryja untergeordnet. Es liegt 69 Kilometer von Batken entfernt. Das nächste Dorf ist Dschangyryk.

## Bevölkerung
| Jahr | Einwohner |
| ---- | --------- |
| 2002 | 381       |
| 2009 | 381       |
| 2021 | 246       |